# Trunečkův mlýn
Trunečkův mlýn je zaniklý mlýn v Praze 5-Řeporyjích, jehož zbytky stojí jihovýchodně od centra obce při Dalejském potoce.

## Historie
Vodní mlýn na tomto místě stál nejpozději v první polovině 18. století. V tereziánském katastru je v Řeporyjích uváděn „jeden mlynář na vlastním mlýně o jednom kole a jedné stoupě na nestálé vodě“. Patřily k němu tři budovy rozmístěné okolo nepravidelného dvora, který z jihu obtékal potok a ze severu ohraničovala cesta. Severní stavení bývalo mlýnicí, k níž ze západu směřovala voda z náhonu vyvedeného z Dalejského potoka a do něhož se poté vracela.
Kolem roku 1840 byl jako majitel čp. 25 uveden Jan Vavřina; jeho mlýn byl roku 1845 zmíněn v popisu českého království J. G. Sommera jako Vavřinecký. K výstavbě nové obdélné budovy na východní straně dvora došlo po polovině 19. století. Roku 1888 další majitel mlýna Matěj Velán provedl drobné opravy budov, například dozdění cihelného štítu domu.
V 1. polovině 20. století došlo k zásadní proměně podoby mlýna, na svém místě zůstala pouze mlýnice. Zvětšený a k západu protažený dvůr postupně obklopily nové stavby, postavené pravděpodobně z materiálu ze zaniklých objektů (kamenné zdivo ve spodních částech cihlových zdí).
Za majitele Václava Trunečka došlo v letech 1907–1909 k první modernizaci mlýna. Truneček obdržel 17. prosince 1907 stavební povolení k rozšíření patrové obytné budovy a k úpravám staré i nové mlýnice (kolaudace 20. července 1909). Další modernizace proběhla v letech 1910–1911 přestavbou na válcový mlýn s vodní turbínou. Trunečkův syn Václav pokračoval v technologické inovaci. Roku 1935 vznikl „Plán na strojní zařízení mlýna“ (projektant J. Kohout, architektonické řešení Václav Holovský). Mlýn začal pohánět spalovací plynový motor a od roku 1946 elektrický pohon, na který pracoval až do roku 1951. V letech 1946–1947 byl na místě stáje z 19. století postaven nový jednopatrový obytný dům (stavitel Václav Holovský z Holyně 43).

### Zánik
Mlýn byl znárodněn, roku 1951 uzavřen a využíván JZD ke šrotování a skladování obilí. Areál zchátral a všechny objekty se nacházejí v rozvalinách. Na štítu jedné z budov při cestě se dochoval ve štuku provedený nápis „Válcový mlýn V. Trunečka“.

### Developerský projekt
Na místě, kde dnes stojí ruiny Trunečkova mlýna, na břehu Dalejského potoka a v ochranném pásmu Národní přírodní památky Dalejský profil plánoval v roce 2022 investor Starten Prague s.r.o. na půdorysu původní usedlosti vznik obytného komplexu s 11 byty (původně mělo být bytů 80). Proti realizaci projektu vznikla online petice, kterou podepsalo přes 1000 lidí. Veřejně se proti němu postavil sochař a výtvarník Kurt Gebauer.